# Philippe Rozier
Pour les articles homonymes, voir Rozier.
Philippe Rozier, né le 5 février 1963 à Melun, est un cavalier français de saut d'obstacles, champion olympique de saut d'obstacles par équipes aux Jeux olympiques d'été de 2016, quarante ans après son père Marcel Rozier.

## Biographie

### Famille
Philippe Rozier est le fils de Marcel Rozier, cavalier et entraîneur. 

### Carrière
Philippe Rozier a remporté plusieurs Coupes des Nations et Grand-Prix en CSI et CSIW[Quoi ?]. Le 17 août 2016, lors des Jeux Olympiques de Rio de Janeiro, aux côtés de Kevin Staut, Pénélope Leprevost et Roger-Yves Bost, il décroche la médaille d’or dans le concours de saut d’obstacles par équipes, quarante ans après son père.

## Palmarès mondial
- 1983 : médaille de bronze en individuel aux championnats d'Europe des jeunes cavaliers à Geesteren aux Pays-Bas avec Cool Million et 4e par équipe aux championnats d'Europe d'Hickstead en Grande-Bretagne avec Jiva
- 1984 : participe aux Jeux Olympiques avec Jiva
- 1987 : médaille d'argent par équipe aux championnats d'Europe de Saint-Gall en Suisse avec Jiva
- 1989 : médaille d'argent par équipe aux championnats d'Europe de Rotterdam aux Pays-Bas avec Oscar Minotière
- 1994 : médaille d'argent par équipe aux Jeux équestres mondiaux de La Haye avec Rocco V
- 1997 : médaille d'or par équipe et 4e en individuel aux Jeux méditerranéens de Bari en Italie avec Flyer
- 2000 : 4e par équipe aux Jeux olympiques de Sydney avec Barbarian
- 2016 : 1er par équipe aux Jeux Olympiques de Rio avec Rahotep de Toscane

## Distinctions
- Chevalier de la Légion d'honneur le 1er décembre 2016[3]

## Soutien politique
Durant l'entre-deux-tours de l'élection présidentielle française de 2017, il fait partie d'une soixantaine de sportifs en activité ou retraités qui signent un appel à voter Emmanuel Macron le 7 mai 2017 au second tour de l'élection présidentielle « pour que le sport demeure un espace de liberté, d'égalité et de fraternité ».